# 石井伸男
石井 伸男（いしい のぶお、1942年 - 2010年）は、日本の哲学者。高崎経済大学経済学部教授（2008年3月まで）を経て同大学名誉教授。元唯物論研究協会委員長。東京都生まれ。専門は近代社会哲学。九条の会賛同者。

## 略歴
- 1972年　東京都立大学 (1949-2011)大学院人文科学研究科博士課程単位取得退学
- 1994年　唯物論研究協会委員長[1]

## 著書

### 単著
- 『社会意識の構造』（青木書店、1986年）ISBN 4-250-86047-7
- 『転形期における知識人の闘い方 - 甦る花田清輝』（窓社、1996年） ISBN 4-943983-86-3
- 『マルクスにおけるヘーゲル問題』（御茶の水書房、2002年） ISBN 4-275-01902-4

### 共著
- （後藤道夫、清真人、古茂田宏）『モダニズムとポストモダニズム - 戦後マルクス主義思想の軌跡』（青木書店、1988年）
- （アレクサンドル・ウラジーミロヴィチ ブズガーリン、瀬戸岡紘、岡田進、村岡到、小野一郎、国富建治）『ソ連崩壊と新しい社会主義像』（時潮社、1996年） ISBN 4-7888-9950-7